# Фаулер (Нью-Йорк)
Фаулер (англ. Fowler) — місто (англ. town) в США, в окрузі Сент-Лоуренс штату Нью-Йорк. Населення — 2142 особи (2020).

## Демографія
Згідно з переписом 2010 року, у місті мешкали 2202 особи в 856 домогосподарствах у складі 616 родин. Було 1059 помешкань
Расовий склад населення:
| - 98,4 % — білих - 0,3 % — корінних американців - 0,2 % — чорних або афроамериканців - 0,2 % — азіатів |

До двох чи більше рас належало 0,7 %. Частка іспаномовних становила 1,1 % від усіх жителів.
За віковим діапазоном населення розподілялося таким чином: 24,1 % — особи молодші 18 років, 61,5 % — особи у віці 18—64 років, 14,4 % — особи у віці 65 років та старші. Медіана віку мешканця становила 41,0 року. На 100 осіб жіночої статі у місті припадало 102,0 чоловіків;  на 100 жінок у віці від 18 років та старших — 104,9 чоловіків також старших 18 років.
Середній дохід на одне домашнє господарство  становив 65 111 долар США (медіана — 46 094), а середній дохід на одну сім'ю — 72 455 доларів (медіана — 54 714). Медіана доходів становила 44 418 доларів для чоловіків та 31 976 доларів для жінок. За межею бідності перебувало 16,0 % осіб, у тому числі 35,3 % дітей у віці до 18 років та 1,6 % осіб у віці 65 років та старших.
Цивільне працевлаштоване населення становило 865 осіб. Основні галузі зайнятості: освіта, охорона здоров'я та соціальна допомога — 25,5 %, будівництво — 16,0 %, роздрібна торгівля — 14,8 %.